# 24e Grammy Awards
De 24e editie van de jaarlijkse Grammy Awards-uitreiking vond plaats op 24 februari 1982 in het Shrine Auditorium in Los Angeles. De ceremonie werd live uitgezonden door de Amerikaanse tv-zender CBS en werd gepresenteerd door John Denver, die dat ook al in 1978 en 1979 had gedaan.
Producer en arrangeur Quincy Jones ging met de meeste prijzen aan de haal, namelijk vijf. Opmerkelijk daarbij was dat hij deze Grammy's won in de wat "mindere" categorieën, zoals voor beste arrangement, beste musical en beste R&B opname. In de drie hoofdcategorieën (Song, Album en Record of the Year) won Jones helemaal niets. Het was voor het eerst sinds 1966 dat een winnaar van minimaal vijf Grammy's niet ten minste een van die hoofdcategorieën voor zijn rekening nam.
Jones won met twee albums: The Dude, een album waarop hij als producer/componist/arrangeur samenwerkte met een aantal gastzangers en -zangeressen, en met The Lady and her Music van jazz-zangeres Lena Horne, dat Jones had geproduceerd. Zijn carrièretotaal stond daarmee op elf, maar er zouden er in latere jaren nog veel meer volgen - onder meer voor zijn werk voor Michael Jackson.
De winnaar van de Album of the Year Grammy was het album Double Fantasy van John Lennon en Yoko Ono. De prijs werd in ontvangst genomen door Ono en hun zoon Sean. Het was de enige prijs die avond voor Lennon en Ono; het was voor het eerst sinds 1969 dat de winnaar van de prestigieuze Album of the Year categorie verder niets won. Wat Lennons winst ook bijzonder maakte was het feit dat hij hiervoor nog nooit een Grammy had gewonnen als solo-artiest. Sterker nog, hij was zelfs niet eens genomineerd geweest. Het was ook meteen de laatste Grammy voor de in 1980 overleden Lennon.
Een andere grote winnaar was producer James Mallinson, die vier prijzen in de klassieke categorieën won. 
Een aantal winnaars had lang moeten wachten op een nieuwe onderscheiding. Klassieke zangeres Joan Sutherland, bijvoorbeeld, won haar eerste Grammy sinds 1962, terwijl collega Marilyn Horne sinds 1965 zat te wachten. Arrangeur en componist Johnny Mandel won voor het eerst sinds 1966.
Dirigent Georg Solti en pianist Vladimir Horowitz wonnen ook weer de nodige prijzen, waardoor zij beiden elk 18 Grammy Awards hadden gewonnen tot dan toe. Ze stonden daarmee op de tweede plaats in het aller tijden-overzicht, achter Henry Mancini (20 Grammy's).
Door de opkomst van de video had de organisatie besloten voor het eerst een Video of the Year Grammy uit te reiken. De eerste winnaar was Michael Nesmith (in de jaren 60 lid van The Monkees) met zijn video-album Michael Nesmith in Parts.

## Winnaars

### Algemeen
- Record of the Year
  - "Bette Davis Eyes" - Kim Carnes (artiest); Val Garay (producer)
- Album of the Year
  - "Double Fantasy" - John Lennon & Yoko Ono (artiesten); Jack Douglas (producer)
- Song of the Year
  - Donna Weiss & Jackie DeShannon (componisten) voor "Bette Davis' Eyes" (Kim Carnes, uitvoerende)
- Best New Artist
  - Sheena Easton

### Pop
- Best Pop Vocal Performance (zangeres)
  - "The Lady and her Music" - Lena Horne
- Best Pop Vocal Performance (zanger)
  - "Breakin' Away" - Al Jarreau
- Best Pop Vocal Performance (duo/groep)
  - "The Boy From New York City" - Manhattan Transfer
- Best Pop Instrumental Performance
  - "The Theme From Hill Street Blues" - Larry Carlton & Mike Post

### Country
- Best Country Vocal Performance (zangeres)
  - "9 to 5" - Dolly Parton
- Best Country Vocal Performance (zanger)
  - "(There's No) Getting Over Me" - Ronnie Milsap
- Best Country Vocal Performance (duo/groep)
  - "Elvira" - Oak Ridge Boys
- Best Country Instrumental Performance
  - "Country After All These Years" - Chet Atkins
- Best Country Song
  - Dolly Parton (componist) voor "9 to 5" (uitvoerende: Dolly Parton)

### R&B
- Best R&B Vocal Performance (zangeres)
  - "Hold On I'm Comin'" - Aretha Franklin
- Best R&B Vocal Performance (zanger)
  - "One Hundred Ways" - James Ingram
- Best R&B Performance (duo/groep)
  - "The Dude" - Quincy Jones
- Best R&B Instrumental Performance
  - "All I Need Is You" - David Sanborn
- Best R&B Song
  - Bill Withers, Ralph MacDonald & William Salter (componisten) voor "Just The Two of Us" (uitvoerenden: Bill Withers & Grover Washington jr.)

### Rock
- Best Rock Vocal Performance (zangeres)
  - "Fire and Ice" - Pat Benatar
- Best Rock Vocal Performance (zanger)
  - "Jessie's Girl" - Rick Springfield
- Best Rock Performance (duo/groep)
  - "Don't Stand So Close to Me" - The Police
- Best Rock Instrumental Performance
  - "Behind My Camel" - The Police

### Folk
- Best Ethnic or Traditional Recording
  - "There Must Be A Better World Somewhere" - B.B. King

### Latin
- Best Latin Recording
  - "Guajira Pa la Jeva" - Clare Fischer

### Gospel
- Best Gospel Performance (traditioneel)
  - "The Masters V" - The Masters V
- Best Gospel Performance (modern/religieus)
  - "Priority" - The Imperials
- Best Soul Gospel Performance (traditioneel)
  - "The Lord Will Make a Way" - Al Green
- Best Soul Gospel Performance (modern)
  - "Don't Give Up" - Andrae Crouch
- Best Inspirational Performance (religieus)
  - "Amazing Grace" - B.J. Thomas

### Jazz
- Best Jazz Vocal Performance (zangeres)
  - "Digital III at Montreux" - Ella Fitzgerald
- Best Jazz Vocal Performance (zanger)
  - "(Round, Round, Round) Blue Rondo a la Turk" - Al Jarreau
- Best Jazz Vocal Performance (duo/groep)
  - "Until I Met You (Corner Pocket)" - Manhattan Transfer
- Best Jazz Instrumental Performance (solist)
  - "Bye Bye Blackbird" - John Coltrane
- Best Jazz Instrumental Performance (groep)
  - "In Concert, Zurich, October 28, 1979" - Chick Corea & Gary Burton
- Best Jazz Instrumental Performance (big band)
  - "Walk on the Water" - Gerry Mulligan
- Best Jazz Fusion Performance
  - "Winelight" - Grover Washington jr.

### Klassieke muziek
Vetgedrukte namen ontvingen een Grammy. Overige uitvoerenden, zoals orkesten, solisten e.d., die niet in aanmerking kwamen voor een Grammy, staan in kleine letters vermeld.
- Best Clasical Orchestral Recording
  - "Mahler: Symphony No. 2 In C Minor" - Georg Solti (dirigent); James Mallinson (producer)
  - Chicago Symphony Orchestra & Chorus
- Best Classical Vocal Soloist Performance (Beste solist (zanger/zangeres))
  - "Live From Lincoln Center" - Joan Sutherland, Luciano Pavarotti & Marilyn Horne (solisten)
  - New York City Opera Orchestra o.l.v. Richard Bonynge
- Best Opera Recording
  - "Janáček: From the House of the Dead" - Ivo Zidek, Jiri Zahradnicek & Vaclav Zitek (solisten); Charles Mackerras (dirigent); James Mallinson (producer)
  - Wiener Philharmoniker (orkest)
- Best Choral Performance (koor)
  - "Haydn: The Creation" - Neville Marriner (dirigent)
  - Academy of St. Martin in the Fields (orkest & koor)
- Best Classical Performance (instrumentale solist[en] met orkestbegeleiding)
  - "Isaac Stern 60th Anniversary Celebration" - Isaac Stern, Itzhak Perlman & Pinchas Zukerman (solisten)
  - New York Philharmonic o.l.v. Zubin Mehta
- Best Classical Performance (instrumentale solist[en] zonder orkestbegeleiding)
  - "The Horowitz Concerts 1979/80" - Vladimir Horowitz
- Best Chamber Music Performance (kamermuziek)
  - "Tchaikovsky: Piano Trio in A Minor" - Itzhak Perlman, Lynn Harrell & Vladimir Ashkenazy
- Best Classical Album
  - "Mahler: Symphony No. 2 in C Minor" - Georg Solti (dirigent); James Mallinson (producer)
  - Chicago Symphony Orchestra & Chorus

### Comedy
- Best Comedy Recording
  - "Rev. Du Rite" - Richard Pryor

### Composing & Arranging (Compositie & arrangementen)
- Best Instrumental Composition
  - Mike Post (componist) voor "The Theme from Hill Street Blues"
- Best Album of Original Score Written for a Motion Picture or a Television Special (Beste film- of tv-soundtrack)
  - John Williams voor "Raiders of the Lost Ark"
- Best Instrumental Arrangement
  - Quincy Jones & John Mandel (arrangeurs) voor "Velas" (Quincy Jones, uitvoerende)
- Best Instrumental Arrangement Accompanying Vocal(s) (Beste muzikale arrangement voor begeleiding met zang)
  - Quincy Jones & Jerry Hey (arrangeurs) voor "Ai No Corrida" (Quincy Jones, uitvoerende)
- Best Vocal Arrangement for Two or More Voices (Beste arrangement voor meervoudige zang)
  - Gene Puerling (arrangeur) voor "A Nightingale Sang in Berkely Square" (Manhattan Transfer, uitvoerenden)

### Kinderrepertoire
- Best Recording for Children
  - "Sesame Country" - Jim Henson & Dennis Scott (producers)

### Musical
- Best Cast Show Album
  - "Lena Horne: The Lady and her Music" - Quincy Jones (producer)

### Hoezen
- Best Album Package
  - Peter Corriston (ontwerper) voor "Tattoo You" (uitvoerenden: Rolling Stones)
- Best Album Notes (Beste hoestekst)
  - Dan Morgenstern (schrijver) voor "Erroll Garner - Master of the Keyboard" (uitvoerende: Erroll Garner)

### Production & Engineering (Productie & Techniek)
- Best Engineered Recording, Non-Classical (Beste techniek op niet-klassiek album)
  - Bill Schnee, Elliot Scheiner, Jerry Garszva & Roger Nichols  (technici) voor "Gaucho" (uitvoerenden: Steely Dan)
- Best Engineered Recording, Classical (Beste techniek op klassiek album)
  - Andrew Kazdin, Edward (Bud) T. Graham & Ray Moore (technici) voor "Isaac Stern 60th Anniversary Celebration" (uitvoerenden: Isaac Stern e.a.)
- Producer of the Year
  - Quincy Jones
- Classical Producer of the Year
  - James Mallinson

### Gesproken Woord
- Best Spoken Word, Documentary or Drama Recording
  - "Donovan's Brain" - Orson Welles

### Historisch
- Best Historical Album
  - "Hoagy Carmichael - From Stardust to Ole Buttermilk Sky" - George Spitzer & Michael Brooks (producers)

### Video
- Video of the Year
  - "Michael Nesmith In Parts" - Michael Nesmith